# Burcewo (Moskwa)
Burcewo (ros. Бурцево) – wieś (dieriewnia) w Rosji, w nowomoskiewskim okręgu administracyjnym Moskwy. W 2010 liczyła 36 mieszkańców.